# Doris Schade
(Doris Schade, in un'intervista alla Süddeutsche Zeitung)
Doris Schade (Frankenhausen, 21 maggio 1924 – Monaco di Baviera, 25 giugno 2012) è stata un'attrice tedesca, che fu attiva principalmente in campo teatrale e televisivo.
Complessivamente, tra cinema e - soprattutto - televisione, apparve in oltre una sessantina di differenti produzioni, a partire dalla fine degli anni cinquanta, lavorando soprattutto in vari film TV. A teatro, lavorò ad Amburgo, Darmstadt, Colonia, Francoforte sul Meno, Mannheim, Monaco di Baviera e Stoccarda.
Definuita dal critico C. Bernd Sucher "Alleskönnerin" ("Onnipotente"), fu insignita dell'Ordine di Massimiliano per le scienze e le arti.

## Filmografia parziale

### Cinema
- Bourbon Street Blues - cortometraggio (1979)
- Anni di piombo (1981)
- Veronika Voss (1982)
- Lucida follia (1983)
- Wenn ich mich fürchte (1984)
- Rosa L. (1986)
- Die Denunziantin (1993)
- Jenseits der Stille (1996)
- Nichts als die Wahrheit (1999)
- Rosenstrasse (2003)
- Galline da salvare (2006)
- Le galline selvatiche e l'amore (2007)
- Le galline selvatiche e la vita (2009)

### Televisione
- Korruption - film TV (1957)
- Die Geschichte von Joel Brand - film TV (1964)
- Kostenpflichtig zum Tode verurteilt - film TV (1966)
- In Lemgo 89 - film TV (1967)
- Eine Frau ohne Bedeutung - film TV (1969)
- Sag's dem Weihnachtsmann - film TV (1969)
- Die Münchner Räterepublik - serie TV, 2 episodi (1971)
- Der Selbstmörder - film TV (1971)
- Der Prozeß gegen die neun von Catonsville - film TV (1972)
- Geschichte für 24 Stunden - film TV (1972)
- Der Kommissar - 1 episodio (1974)
- Die Jungfrau von Orleans - film TV (1974)
- Polly oder Die Bataille am Bluewater Creek - film TV (1975)
- Donne a New York - film TV (1977)
- L'ispettore Derrick - serie TV, ep. 06x02, regia di Theodor Grädler (1979)
- Kur in Travemünde - film TV (1979)
- Kaiserhofstraße 12 - film TV (1980)
- L'ispettore Derrick - serie TV, ep. 09x07, regia di Alfred Weidenmann (1982)
- Il commissario Köster/Il commissario Herzog (Der Alte) - serie TV, 2 episodi (1983-2008)
- L'ispettore Derrick - serie TV, ep. 14x06, regia di Jürgen Goslar (1987)
- Abgetrieben - film TV (1992)
- L'ispettore Derrick - serie TV, ep. 20x07, regia di Theodor Grädler (1992)
- Der Nebenbuhler - film TV (1993)
- Tödliche Wahrheit - film TV (1994)
- L'ispettore Derrick - serie TV, ep. 21x11, regia di Theodor Grädler (1994)
- Heimatgeschichten - serie TV, 1 episodio (1996)
- Im Atem der Berge - film TV (1998)
- Die Männer vom K3 - serie TV, 1 episodio (1999)
- Tatort - serie TV, 2 episodi (1999-2003)
- Bobby - film TV (2002)
- Das Haus der Schwestern - film TV (2002)
- Polizeiruf 110 - serie TV, 1 episodio (2004)
- Die schönsten Jahre - film TV (2005)
- Squadra speciale Lipsia - serie TV, 1 episodio (2006)

## Onorificenze
- 1999: Ordine di Massimiliano per le scienze e le arti [3]